# San Lorenzo in Miranda
San Lorenzo in Miranda, officiellt San Lorenzo de' Speziali in Miranda, är en kyrkobyggnad Rom, helgad åt den helige Laurentius. Kyrkan är belägen vid Via in Miranda i Rione Campitelli och tillhör församlingen San Marco Evangelista al Campidoglio. Kyrkan är inkorporerad i Antoninus Pius och Faustinas tempel på Forum Romanum. Enligt traditionen är kyrkan uppförd på den plats där den helige Laurentius dömdes till döden år 258.
Kyrkans tillnamn (cognome) ”Miranda” är namnet på den romerska adelsdam som bekostade uppförandet av det intilliggande klostret.

## Kyrkans historia
Kyrkan uppfördes på 600- eller 700-talet i resterna av Antoninus Pius- och Faustina-templets cella. Kyrkans första dokumenterade omnämnande finns i Mirabilia Urbis Romae, en guide till staden Rom, avfattad på 1140-talet.
Kyrkan omnämns i Catalogo di Cencio Camerario, en förteckning över Roms kyrkor sammanställd av Cencio Savelli år 1192 och bär där namnet sco. Laurentio Mirand'.
Därtill förekommer kyrkan i Il catalogo Parigino (cirka 1230) som s. Laurencius de Miranda, i Il catalogo di Torino (cirka 1320) som Ecclesia sancti Laurentii in Miranda och i Il catalogo del Signorili (cirka 1425) som sci. Laurentii in miranda.
År 1430 förlänade påve Martin V kyrkan åt Collegio degli Speziali, officiellt benämnt Universitas Aromatariorum, apotekarnas och medicinalväxthandlarnas skrå. I dag innehas kyrkan av Collegio Chimico Farmaceutico.
Kyrkans fasad uppfördes i två faser. Nedervåningen ritades av Orazio Torriani och stod färdig 1616, medan den övre våningen inte fullbordades förrän 1726. Fasaden kröns av ett brutet pediment och ett kors.

## Interiör
Högaltaruppsatsen, attribuerad åt Pietro da Cortona, har fyra korintiska kolonner i svart marmor. Kolonnerna bär upp ett entablement med ett brutet segmentbågepediment. Putti omramar en inskription på latin:
Högaltarmålningen utgörs av Pietro da Cortonas Den helige Laurentius martyrium, fullbordad 1646. Målningen har en ram i gul marmor från Siena samt verde antico.
Kyrkan har sex sidokapell, tre på var sida.

### Höger sida
Cappella di San Francesco d'Assisi
Första sidokapellet på höger hand är invigt åt den helige Franciskus av Assisi och har en målning som framställer hur helgonet tillber den korsfäste Kristus.
Cappella di San Giovanni Battista
Det andra kapellet är invigt åt den helige Johannes Döparen. Altarmålningen Johannes Döparens halshuggning är målad i flamländsk stil omkring år 1600. Till vänster ses målningen Flykten till Egypten och till höger Jungfruns frambärande i templet.
Cappella dell'Annunziata
Det tredje kapellet till höger är invigt åt den bebådade Jungfru Maria. Dess altarmålning, Bebådelsen, är utförd av Alessandro Fortuna (1596–1623), som var elev till Domenichino. På kapellets vänstra vägg ses målningen Den heliga Katarina av Siena kysser Kristi sår i sidan, utförd av Giovanni De Vecchi, assisterad av sin elev Francesco Vanni (1563–1610. På motstående vägg återfinns en målning som framställer Madonnan och Barnet.

### Vänster sida
Cappella Porfirio
Första sidokapellet på vänster hand har en altarmålning av Domenichino, vilken visar Madonnan och Barnet med de heliga Filippos och Jakob.
Altarmålningen i det andra kapellet utgörs av Den helige Laurentius martyrium. I kapellet återfinns Nicola Marras gravmonument; denne var ordförande för farmaceuternas skrå och lämnade sin kvarlåtenskap åt kyrkan.
Cappella della Madonna
Det tredje kapellet till vänster är invigt åt Jungfru Maria och dess altarmålning framställer Jungfru Marie himmelsfärd. Freskerna i kapellet avbildar scener ur Jungfru Marie liv: Jungfru Marie födelse, Jungfru Marie frambärande i templet och Jungfru Marie kröning i himmelen.

## Bilder
| - Antoninus Pius och Faustinas tempel med kyrkan San Lorenzo in Miranda, målning av Canaletto. - Fotografi från 1860. - Kyrkan sedd från Palatinen. |